# Широкий (Ровеньківський район)
Широкий — селище в Україні, в Хрустальненській міській громаді Ровеньківського району Луганської області. Населення становить 111 осіб. Орган місцевого самоврядування — Микитівська сільська рада.

## Населення
За даними перепису 2001 року населення селища становило 111 осіб, з них 71,17 % зазначили рідною українську мову, а 28,83 % — російську.